# Stirling (South Australia)
Stirling ist eine kleine Stadt mit knapp 3000 Einwohnern im australischen Bundesstaat South Australia. Sie befindet sich etwa 28 Kilometer südöstlich von Adelaide am Princes Highway. Stirling liegt gemeinsam mit den Nachbarorten Aldgate, Crafters, Heathfield und Piccadilly im Verwaltungsgebiet (LGA) Adelaide Hills Council. Benannt wurde es nach dem australischen Politiker Eduard Stirling.
1888 gegründet, wuchs Stirling durch die rasch ansteigende Nachfrage nach Obst und Gemüse aus der nahen Hauptstadt Adelaide rasch an. Gleichzeitig wurde es zum Rückzugsort von englischstämmigen Einwanderern die die heißen Sommer der Hauptstadt nicht ertrugen. In der Zwischenzeit jedoch hat die Bedeutung der Landwirtschaft deutlich abgenommen und in Stirling wohnen hauptsächlich Menschen, die täglich nach Adelaide pendeln.
Aufgrund des milden und feuchten Klimas konnten hier viel aus Europa mitgebrachte Bäume gedeihen, die besonders im Herbst viele Touristen anziehen. Weitere Attraktionen sind der nahe Belair-Nationalpark und der Cleland Conservation Park.
Aufgrund seiner Lage in den Adelaide Hills und hier besonders zum Mount Lofty, der mit 727 m höchsten Erhebung dieser Bergkette, ist Stirling der niederschlagreichste Ort in South Australia. Mit einer Niederschlagsmenge von 1200 mm pro Jahr liegt er doppelt so hoch wie im Landesdurchschnitt. 

## Söhne und Töchter von Stirling
- Gene Bates (* 1981), Radrennfahrer
- Malachi Murch (* 1995), Volleyballspieler